# Heinz Gundlach
Heinz Gundlach (* im 20. Jahrhundert) ist ein deutscher Zoologe und Verhaltensforscher.
1967 legte er an der Georg-August-Universität Göttingen seine Dissertation zum Verhalten des europäischen Wildschweins vor. 
Im Jahr 1975 führte er Regie bei dem Lehrfilm Das Hausschwein, den Freimut Kalden als Auftragsarbeit des FWU produzierte.

## Schriften
- Brutpflege und Ontogenese des Verhaltens beim europäischen Wildschwein Sus scrofa L.. Unter besonderer Berücksichtigung der Tagesperiodik. Hochschulschrift Göttingen, Math.-naturwiss. Fakultät, Dissertation vom 24. November 1967, Göttingen 1967. DNB 482218894
- Brutfürsorge, Brutpflege, Verhaltensontogenese und Tagesperiodik beim Europäischen Wildschwein (Sus scrofa L.). In: Zeitschrift für Tierpsychologie. Band 25, Nr. 8, S. 955–995, Blackwell, 1968[2]
- mit Maria Raschke: Mikroskopie (Übertragung von Peter Healey: Microscopes and microscopic life ins Deutsche), Delphin-Verlag, Stuttgart / Zürich 1970, ISBN 3-7735-2811-6